# Goniotermasia bistrigata
Goniotermasia bistrigata är en fjärilsart som beskrevs av Bethune-Baker 1906. Goniotermasia bistrigata ingår i släktet Goniotermasia och familjen nattflyn. Inga underarter finns listade i Catalogue of Life.